# Michael Radau
Michael Radau SJ (* 1617 in Braunsberg, Ostpreußen; † 1687 ebenda) war ein deutscher Theologe.

## Leben
Michael Radau besuchte das Lyceum Hosianum seiner Heimatstadt und trat 1633 dem Jesuitenorden bei. Er war zu seiner Zeit europaweit ein berühmter Theologe und soll der Verfasser folgender Werke sein: „Oratorem extemporaneum“ und „Orationes in laudem benefactorem Collegii Vilnensis“. Er lehrte zuerst die schönen Wissenschaften und die Philosophie, danach 8 Jahre scholastische Theologie. Lange Jahre war er Prediger und Missionar. Er wurde zum Rektor des Kollegiums zu Königsberg bestellt, danach, von 1673 bis 1675, war er Rektor des Lyceums Hosianum in Braunsberg.